# Basilicata

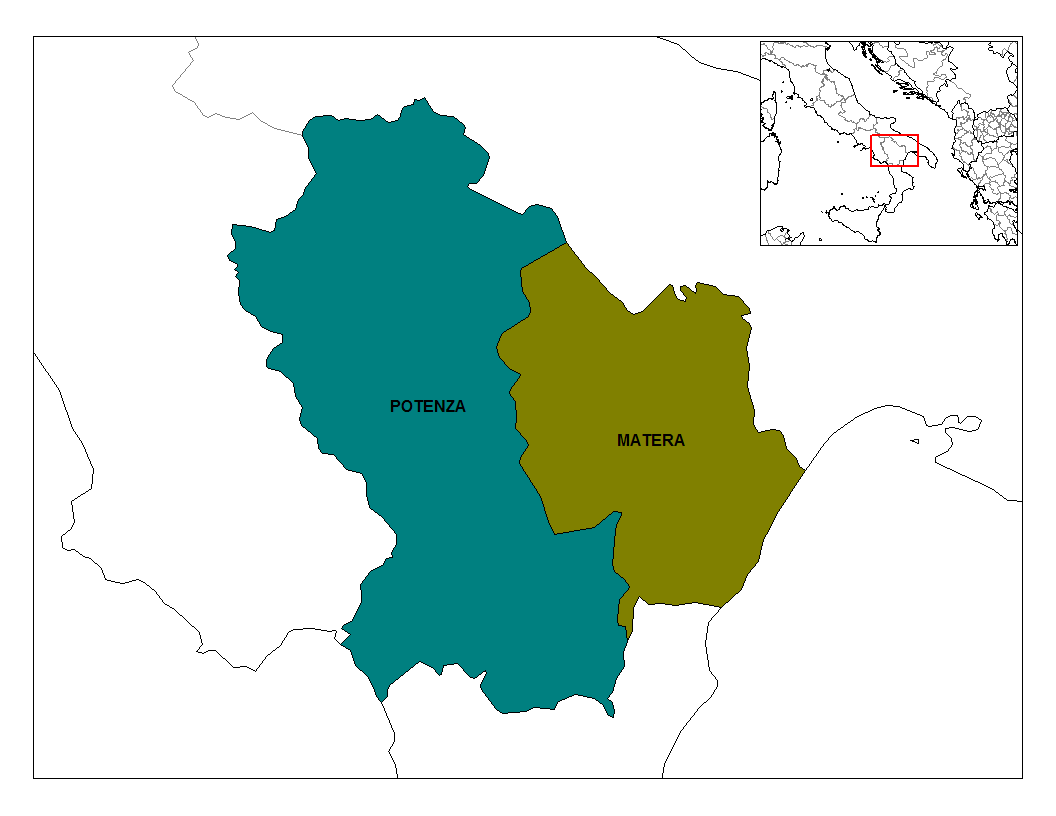
Prowincje Basilicata

Basilicata [ba.zi.liˈka.ta] – region administracyjny w południowych Włoszech, o powierzchni 9992 km², 620,2 tys. mieszkańców i stolicą w Potenza (67,1 tys. mieszkańców). Gęstość zaludnienia 62 osób na km². Graniczy z Apulią, Kalabrią i Kampanią.
W skład Basilicaty wchodzą 2 prowincje: Potenza i Matera.
Jest to kraina górzysta, położona w Apeninach Południowych. Na południowym zachodzie sięga do Morza Tyrreńskiego, a na południu do Zatoki Tarenckiej Morza Jońskiego.
Od połowy IX w. do połowy XI w. wraz z Kalabrią i Apulią należała do katepanatu Italii. Później podbita przez Normanów.

## Prezydenci Basilicaty
- 1970–1982: Vincenzo Verrastro (DC)
- 1982–1985: Carmelo Azzarà (DC)
- 1985–1990: Gaetano Michetti (DC)
- 1990–1995: Antonio Boccia (DC/PPI)
- 1995–2000: Angelo Raffaele Dinardo (PPI)
- 2000–2005: Filippo Bubbico (DS)
- od 2005: Vito De Filippo (Ulivo/PD)[1]